# Missionsärztliches Institut Würzburg
 (octobre 2018).
L'Association pour le service médical à l'étranger - Institut médical missionnaire de Wurtzbourg (Missionsärztliches Institut Würzburg) est une association allemande pour former des docteurs et des infirmières missionnaires. Aujourd'hui, l'institut est le seul bureau spécialisé catholique en santé internationale en Allemagne. L’institut médical missionnaire a son siège au Salvatorstraße 7 dans le quartier de Mönchberg depuis 1928.

## Histoire
L'Institut est fondé par un ancien préfet apostolique d'Assam en Inde, Christoph Becker, un Salvatorien et ouvre ses portes le 3 décembre 1922 pour former des médecins et des infirmières missionnaires. Le principal lieu d'intervention est l'Afrique. L'institut a son propre bâtiment en 1928, béni par l'évêque Matthias Ehrenfried. En 1962, il y a 200 membres et contribue au succès du développement des missions catholiques après la Seconde Guerre mondiale.
En 1971, l'association fait précéder son nom par "Association pour le service médical à l'étranger".
La missionnaire Johanna Decker, assassinée en Rhodésie en 1977, y travaillait depuis 1950 pour le compte de l'Institut médical missionnaire.

## Missions
L’institut missionnaire a pour objectif d’améliorer les conditions de santé des personnes et groupes défavorisés dans les pays du Sud, en particulier l’Afrique. L'institut coopère avec des organisations ecclésiastiques de coopération pour le développement, des services de santé soutenus par les églises dans les pays du Sud, d'autres organisations de la société civile ainsi que des institutions allemandes de coopération pour le développement.
Les principaux domaines d'intervention sont :
- Technologies adaptées pour la santé
- Coopération humanitaire
- SIDA
- Services de santé et médecine pour les populations
- Médecine tropicale

Dans le même temps, l'institut est l'actionnaire principal de la "Clinique médicale missionnaire" (Missioklinik) à Wurtzbourg, école hospitalière de l'université de Wurtzbourg. Le lien avec la clinique, en particulier avec le département de médecine tropicale (dirigé par l'interniste, l'infectiologiste et le médecin tropical August Stich), doit permettre d'établir un lien avec des thèmes de la pratique clinique, en particulier dans les domaines de la formation, du développement de programmes d'études et de la recherche opérationnelle. Les spécialistes de l'institut travaillent dans l'éducation et la formation à l'institut et à la clinique missionnaire et conseillent et enseignent en Afrique, en Asie, en Amérique latine, en Europe et en Océanie.